# Ann-Louise Hanson
Ann-Louise Hanson, folkbokförd Inger Ann Louise Hansson Glenmark, född 4 april 1944 i Kristianstad, är en svensk sångerska. Hon har genom åren spelat in över 600 låtar och medverkat i Melodifestivalen 14 gånger vilket är svenskt rekord, men hon har aldrig vunnit tävlingen. Hennes bästa placering är fjärde plats år 1966, 1969 och 1973.

## Biografi

### Tidiga år
Ann-Louise Hanson (som även har spelat in musik som Ann-Louise Hansson) sjöng på scen för första gången när hon var sex år. När hon var tolv år kom hon tvåa i Veckorevyns talangjakt Flugan (man var tvungen att vara femton år för att få vinna). Andra priset var att få spela in den låt hon hade tävlat med, "Ringen du gav mig". Skivinspelningen gjordes den 17 augusti 1956 på Europafilm i Stockholm. Skivan, en 78-varvare, kom ut i september trots att inspelningen var mindre lyckad. Hanson fick nämligen sjunga till förinspelat orkesterackompanjemang, som verkade anpassat efter en äldre sångerska med lägre röstläge.
Vid fjorton års ålder flyttade hon ensam till Stockholm och bodde hos ett par släktingar. Några år senare kom hennes föräldrar Anna och Ove samt brodern Lars (som är konstnär) dit och flyttade in i ett hus en bit därifrån. Talangtävlingen Flugan gjorde att skivbolagsdirektören Anders Burman på Metronome upptäckte henne. Hanson började som vokalist i Burmans orkester i slutet av 1950-talet. Senare gick hon över till Leif Kronlunds band, vilket satte fart på hennes karriär. 1961 träffade hon sin blivande man, Bruno Glenmark, som kom till orkestern som trumpetare.

### 1960- och 1970-talet
Genombrottet på skiva kom 1961 med "Är du ensam i kväll?", en svensk version av Elvis Presleys "Are You Lonesome Tonight?" som sålde i över 40 000 exemplar. Framgångarna fortsatte med bland annat "Vita rosor från Aten" (1962), som låg etta på Svensktoppen i flera veckor. 
Hon genomförde en visturné tillsammans med Fred Åkerström och Cornelis Vreeswijk 1964. Samarbetet resulterade senare i en LP-skiva. Hon övergick senare till skivbolaget Philips där hon fick framgångar med låtar som "Min greve av Luxemburg", "Min luftballong" och "Arrivederci Frans". Den sistnämnda låg sju veckor som etta på Kvällstoppen (december 1968/januari 1969) och blev guldskivebelönad, vilket på den tiden innebar en försäljningssiffra på över 100 000 exemplar.
Under 1970-talet övergick hon alltmer till countrypop och fick en storsäljare med "Låt inte din skugga falla här (Don't Darken My Doorstep)". Albumet You Ought to Write Yourself a Love Song sålde i över 150 000 exemplar, och är därmed Ann-Louise Hansons största försäljningssuccé. Hon var en av de första som sjöng countrymusik i Sverige. År 1971 vann hon den internationella musiktävlingen Cerbul de Aur.

### Senare år
Ann-Louise Hanson och Bruno Glenmark hade eget skivbolag, GlenDisc, mellan 1972 och 1990 (som numera finns i Ystad i annans ägo). Därefter flyttade de till den lilla byn Placassier mellan Nice och Cannes. Hon har då och då återvänt till Sverige för olika framträdanden, bland annat en krogshow på Hamburger Börs i Stockholm och folkparksturné tillsammans med Lill-Babs och Siw Malmkvist. 
Hanson var åter aktuell i Melodifestivalen 2002 med Molle Holmberg och 2004 tillsammans med Towa Carson och Siw Malmkvist. De deltog då med sången "C’est la vie", skriven av Thomas G:son. Med sju poäng kom de på tionde och sista plats i finalen i Globen dock hade de tidigare vunnit en av tävlingens delfinaler. Den 27 juli 2004 medverkade trion i Allsång på Skansen. 
Ann-Louise Hanson är också en skicklig imitatör och deltog i Bosse Parneviks revy på Oscarsteatern 1987 där hon gjorde imitationer av bland annat Lena Nyman, Kristina Lugn och Birgit Nilsson. Hanson har även medverkat i Lasse Holms schlagerturné Diggiloo.

### 2000-talet
Hösten 2009 spelade hon Jennyanydots i musikalen Cats som gick på Cirkus. 2010–2011 turnerade hon med Lill-Babs och Siw Malmkvist under namnet Tre damer. Hanson och Glenmark flyttade 2009 tillbaka till Sverige, efter 19 år på franska rivieran.

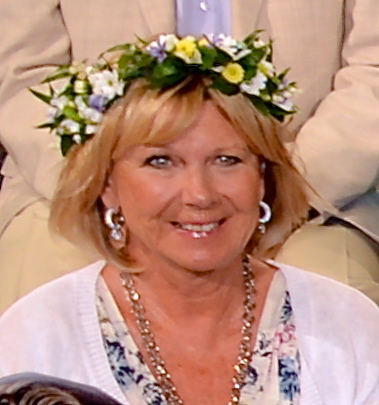
Ann-Louise Hanson vid Sommar i P1 2013 års presentationen av sommarvärdar.

Våren 2011 deltog Hanson, förutom i flera konserter, både i Klockan åtta hos stjärnorna och i Körslaget i TV4. Våren 2012 medverkade Hanson i Tommarpsrevyn på Österlen. År 2013 var Hanson sommarvärd för Sommar i P1. Hanson tävlade i Melodifestivalen 2019 i den fjärde deltävlingen där hon kom på femte plats.

### Familj
Hon är sedan 1966 gift med Bruno Glenmark, med vilken hon har tre döttrar, inklusive Josefin Glenmark. 

## Svensktoppen
Med 50 låtar är Ann-Louise Hanson den kvinnliga artist som haft flest låtar på Svensktoppen. Bland annat "Gammaldags musik", "Klämmiga Katrin", "Tag emot en utsträckt hand" och "Arrivederci Frans" har fått placeringar på listan. Tillsammans med Cornelis Vreeswijk sjöng hon balladen "Jag hade en gång en båt".
Hennes första svensktoppslåt var "Vita rosor från Aten" som nådde femte plats vid den allra första upplagan av listan 13 oktober 1962. Den senaste är "C'est la vie" från 2004.

## Medverkan i Melodifestivalen
Hanson är känd för att ha sjungit hela fjorton gånger i Melodifestivalen under tolv olika festivaler, flest låtar och festivaler av alla artister i den svenska festivalens historia. Hon har aldrig vunnit.
| År   | Bidrag                                             | Placering      |
| ---- | -------------------------------------------------- | -------------- |
| 1963 | Zum, zum, zum lilla sommarbi                       | utan placering |
| 1963 | Säg varför                                         | utan placering |
| 1966 | En ballad om för länge sen                         | 4              |
| 1967 | Christina dansar                                   | 7              |
| 1967 | Sjungas till sömns                                 | 10             |
| 1969 | Svenska flicka                                     | 4              |
| 1973 | En liten sång som alla andra (med Glenmarks)       | 4              |
| 1974 | I annorlunda land (med Glenmarks)                  | 8              |
| 1975 | Lady Antoinette (med Glenmarks och Hadar Kronberg) | 6              |
| 1982 | Kärleken lever                                     | 5              |
| 1983 | Bara en enda gång (med John Ballard)               | 5              |
| 2002 | Sluta! (med Molle Holmberg)                        | 6 i deltävling |
| 2004 | C'est la vie (med Towa Carson och Siw Malmkvist)   | 10             |
| 2019 | Kärleken finns kvar                                | 5 i deltävling |

## Teater

### Roller
| År   | Roll           | Produktion                                                                                | Regi             | Teater            |
| ---- | -------------- | ----------------------------------------------------------------------------------------- | ---------------- | ----------------- |
| 1966 |                | Knickedick 2 Cornelis Vreeswijk                                                           | Lia Schubert     | Lilla Teatern     |
| 2009 |                | Cats Andrew Lloyd-Webber och T.S. Eliot                                                   | Hans Berndtsson  | Cirkus, Stockholm |
| 2015 | Mrs Tottendale | Förklädet (The Drowsy Chaperone) Bob Martin, Don McKellar, Lisa Lambert och Greg Morrison | Edward af Sillén | Göta Lejon        |
| 2020 | Mrs Strakosh   | Funny Girl Jule Styne, Bob Merrill och Isobel Lennart                                     | Ronny Danielsson | Malmö Opera       |

## TV-serier
- 1990 – smash (TV-serie)
- 2017–2018 – Stjärnorna på slottet (TV-serie)

## Priser och utmärkelser
- 2018 –  H. M. Konungens medalj av 8:e storleken (2018) för förtjänstfulla insatser som sångare och scenartist[12]